# Atlante FC
Atlante Fútbol Club – meksykański klub piłkarski z siedzibą w stołecznym mieście Meksyk. Występuje w rozgrywkach Liga de Expansión MX. Domowe mecze rozgrywa na obiekcie Estadio Ciudad de los Deportes.
W latach 2007–2020 miał siedzibę w mieście Cancún.

## Osiągnięcia

### Krajowe
- Liga MX

| zwycięstwo (3):     | 1947, 1993, 2007 (A)   |
| drugie miejsce (4): | 1946, 1950, 1951, 1982 |

- Copa MX

| zwycięstwo (3):     | 1942, 1951, 1952                 |
| drugie miejsce (5): | 1944, 1946, 1949, 1963, 2013 (C) |

- Campeón de Campeones

| zwycięstwo (3):     | 1942, 1947, 1952 |
| drugie miejsce (1): | 1951             |

### Międzynarodowe
- Puchar Mistrzów CONCACAF

| zwycięstwo (2):     | 1983, 2009 |
| drugie miejsce (1): | 1994       |

- Klubowe Mistrzostwa Świata

| czwarte miejsce (1): | 2009 |

## Historia

### Początki
Klub Atlante założony został w 1916 roku pod nazwą Sinaloa przez grupę młodych meksykańskich entuzjastów futbolu, na których czele stał Refugio „El Vaquero” Martínez. Drużyna w swych początkach rozgrywała mecze w dzielnicy Meksyku La Condesa. Po zmianie nazwy na Lusitania, a następnie na U-53 Refugio Martínez zaproponował nazwę Atlante na cześć wielkich bitew toczonych na Atlantyku podczas I wojny światowej.
W latach 20. tacy gracze jak Manuel i Felipe Rosas, a także Juan „El Trompo” Carreño przyczynili się do uczynienia z klubu Atlante bardzo popularnej drużyny wśród ludzi pochodzących w klasy pracującej, co przyniosło klubowi jego słynny przydomek „El Equipo del Pueblo” (czyli ludowa drużyna). Legenda klubu Atlante, Juan Carreño, zdobył dla reprezentacji Meksyku pierwszego gola olimpijskiego na Igrzyskach Olimpijskich w Amsterdamie (1928) oraz pierwszego gola dla reprezentacji Meksyku w mistrzostwach świata podczas mistrzostw świata w Urugwaju (1930).
Pomimo dużej popularności klubu federacja meksykańska nie pozwoliła drużynie Atlante przystąpić do Liga Mayor bez rozegrania kontrolnych meczów przeciwko drużynom Deportivo Toluca i Club América. Obu rywali Atlante pokonało – pierwszego 7:2, a drugiego 2:1.
W lidze Liga Mayor Atlante toczył zażarte boje ze swoim głównym rywalem – Club Necaxa. Mecze z udziałem tych klubów stały się najstarszymi wielkimi derbami w meksykańskim futbolu. Były to zawsze zażarte i wyrównane bitwy. Atlante uzyskało wielką sławę przede wszystkim dzięki zwycięstwom z klubami zagranicznymi. W 1929 roku pokonany został silny wówczas węgierski klub Sabaria FC (2:1). W roku 1930 Atlante dwukrotnie pokonało argentyńskie Sportivo (2:1 i 3:2). W pokonanej drużynie argentyńskiej grał najgroźniejszy południowoamerykański napastnik tamtych czasów Bernabé Ferreyra, zwany „Fiera”. W roku 1931 pokonany został 3:2 urugwajski klub Bella Vista, w którego składzie było ośmiu mistrzów świata z 1930 roku.
W latach 40., gdy II wojna światowa dobiegała już końca, główną postacią klubu oraz reprezentacji Meksyku był Horacio Casarín.

### Era futbolu zawodowego
W roku 1943 meksykańska federacja piłkarska utworzyła pierwszą w historii meksykańską ligę zawodową (Liga Mayor). W skład nowej ligi weszło 6 klubów z pierwszej ligi miasta Meksyk (Primera Fuerza), dwa kluby z ligi Liga Occidental (liga zachodnia) i dwa kluby z ligi miasta Veracruz (Liga Veracruzana). Oczywiście klub Atlante znalazł się wśród najlepszej szóstki stolicy kraju.
Po czterech sezonach z pomocą swego właściciela generała José Manuela Nuñeza (emerytowany wojskowy osobiście poproszony przez byłego prezydenta Meksyku Lázaro Cárdenasa o opiekę nad klubem) oraz dzięki znakomitemu graczowi Horacio Casarínowi klub w sezonie 1946/1947 sięgnął po swoje pierwsze w historii mistrzostwo Meksyku. Finałowy mecz przeciwko Leónowi obejrzało 48 622 widzów (łącznie z aktualnym wówczas prezydentem państwa Miguelem Valdésem, który nawet zszedł po meczu na boisko, by zrobić sobie fotografię z zawodnikami Atlante). Przed tym wydarzeniem w roku 1945 klub ustanowił rekord Ameryki Łacińskiej zdobywając w jednym sezonie 121 bramek w 30 meczach (średnia ponad 4 gole na mecz). Atlante stał się także pierwszym meksykańskim klubem, który w sezonie 1941/1942 sięgnął po tytuł Campeón de Campeones.
Po tym pierwszym tytule w lidze meksykańskiej dominowało kilka innych klubów. Jednak Atlante wciąż się liczył – dotarł do finału pucharu Meksyku oraz wygrał Campeón de Campeones (został tym samym mistrzem mistrzów, czyli wygrał turniej organizowany dla byłych mistrzów Meksyku) we wczesnych latach 50., stając się popularnym klubem wśród klas pracujących. W 1966 roku generał José Manuel Nuñez podjął decyzję o sprzedaży klubu Fernando Gonzálezowi o przydomku „Fernandón”. Po sprzedaży nadeszły dla klubu trudne czasy, których skutkiem był spadek do drugiej ligi w 1976 roku.

### Era IMSS
Atlante wrócił do pierwszej ligi w sezonie 1977/78. W październiku 1978 roku klub w całości nabyty został przez Instituto Mexicano del Seguro Social (w skrócie IMSS). Nowy właściciel zapowiedział, że jego celem jest stworzenie największego klubu świata z 22 milionami członków z całego kraju.
Z poparciem rządowej instytucji zespół został wzmocniony. Przybył nowy trener Horacio Casarín oraz strzelec wszech czasów ligi meksykańskiej, Brazylijczyk Cabinho, który grając w klubie Atlante trzykrotnie został królem strzelców ligi meksykańskiej – w roku 1980, 1981 i 1982. W sezonie 1981/82 Atlante został wicemistrzem Meksyku po przegraniu rzutów karnych w finałowym meczu z klubem Tigres UANL. Jako wicemistrzowie Meksyku Atlante wziął w 1983 roku udział w Pucharze Mistrzów CONCACAF. Klub dotarł do finału imprezy i po pokonaniu w finale surinamskiego klubu Robinhood zdobył puchar.
Wkrótce klub przeszedł pod opiekę kolejnej instytucji rządowej – Departamento del Distrito Federal (zarządzającej niegdyś miastem  Meksyk). Celem nowego kierownictwa było wzmocnienie klubu, co udało się tylko w niewielkim stopniu. Ponadto po wielu latach gry na Estadio Azteca drużyna miała zostać przeniesiona na Estadio Ciudad de los Deportes.
W roku 1989 DDF sprzedał klub – nowym właścicielem klubu został José Antonio García, posiadacz firmy Garcis zajmującej się sprzętem i strojami sportowymi. Zarówno zmiana właściciela, jak i stadionu (klub przeniósł się na Estadio Corregidora) niewiele pomogły i Atlante drugi raz spadł do drugiej ligi meksykańskiej.

### Drugie mistrzostwo
Podnoszący się z upadku klub wrócił na stadion Estadio Ciudad de los Deportes. W sezonie 1990/91 Atlante po trzech meczach i rzutach karnych w finale z klubem Pachuca zdobyło mistrzostwo drugiej ligi meksykańskiej i wrócił do pierwszej ligi.
W sezonie 1991/92 Atlante spisywało się znakomicie i zajął pierwsze miejsce w tabeli. W ćwierćfinale przeciwnikiem był klub Cruz Azul. W poprzednich sezonach równy bilans bramkowy w dwumeczu awansował klub, który miał wyższą pozycję w tabeli. Jednak reguły zmieniono i tym razem awansował klub, który zdobył więcej bramek na wyjeździe. Po wyrównaniu stanu piłkarze Atlante sądzili, że awans mają zapewniony. Gdy zdali sobie sprawę, że dzięki bramce wyjazdowej awansują przeciwnicy, ruszyli do gwałtownej ofensywy. Zabrakło jednak czasu i do półfinału awansował Cruz Azul. Mistrzem w tym sezonie został klub León.
Wreszcie w sezonie 1992/93 prowadzone przez Ricardo La Volpe Atlante dotarło do finału mistrzostw Meksyku, gdzie przyszło zmierzyć się z CF Monterrey. Po nikłym zwycięstwie 1:0 u siebie decydujący mecz miał miejsce na stadionie w Monterrey – Estadio Tecnológico. Atlante zagrał znakomicie i rozgromił drużynę gospodarzy 3:0 sięgając po swój drugi w historii tytuł mistrza Meksyku.
W następny sezonie, pomimo takich nabytków jak Hugo Sánchez, Jorge Campos czy wenezuelski piłkarz Gabriel Miranda, Atlante zostało wyeliminowane z play–offów. Klubowi po raz kolejny zagroził spadek. Firma Grupo Televisa, która przejęła klub Atlante podjęła decyzję przeniesienia klubu na stadion Azteca. Nowy właściciel umożliwił wzmocnienie klubu przez takich graczy, jak Zague, Martín Félix Ubaldi, Tiba, Miodrag Belodedici i Luis García. Ponadto opiekę nad zespołem przejął Miguel Mejía Barón, który prowadził reprezentację Meksyku podczas finałów mistrzostw świata 1994). Pomimo pamiętnego turnieju Invierno w 1996 roku, kiedy Atlante zajął pierwsze miejsce w ogólnej tabeli, klub w ćwierćfinałowych spotkaniach z Toros Neza przegrał bardzo wysoko – 0:4 na wyjeździe i 2:5 u siebie.

### Trzeci spadek

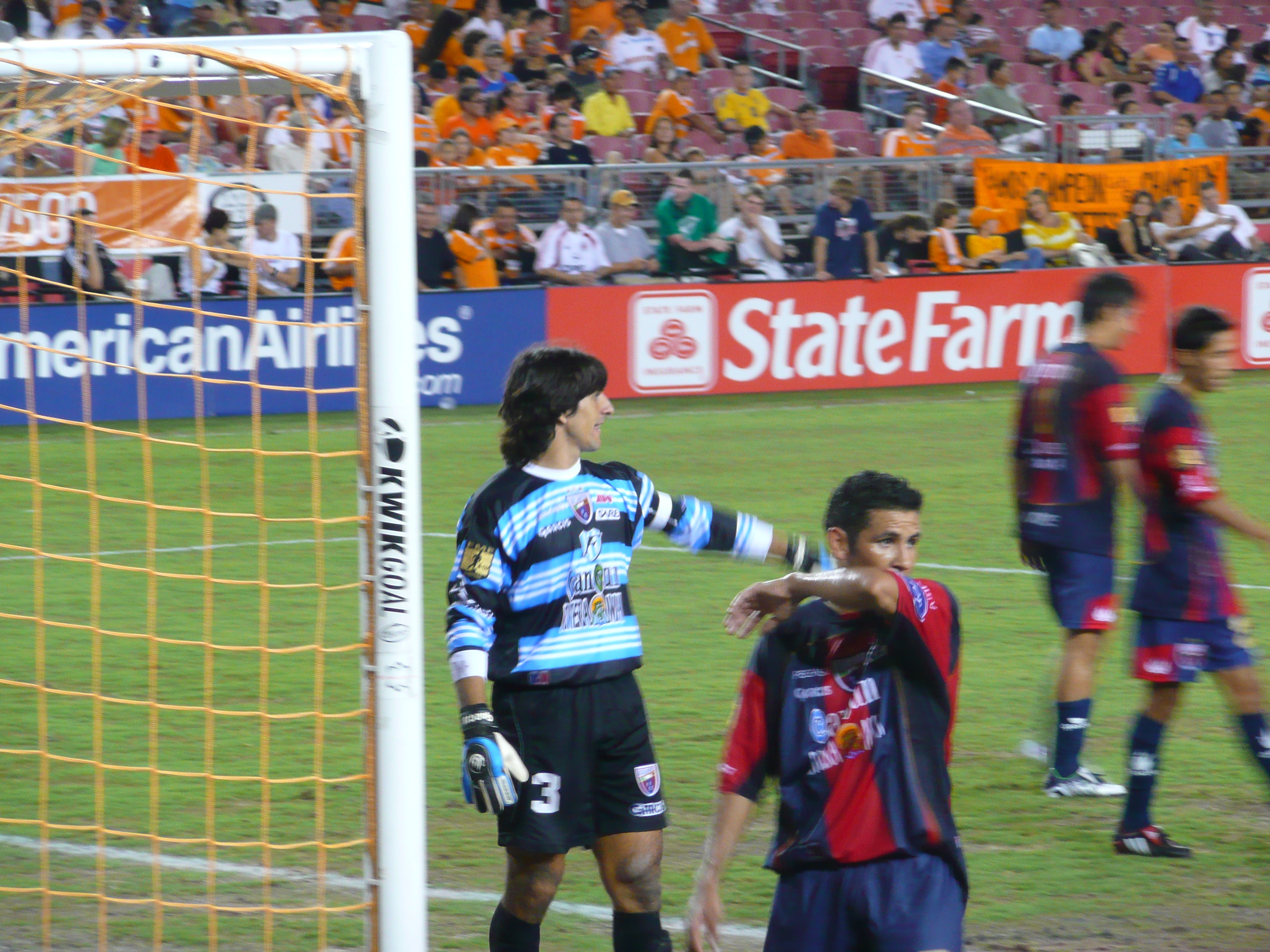
Symbol i wieloletni kapitan Atlante, Federico Vilar (w błękitno–czarnej koszulce).

W ostatnich latach XX wieku kierownictwo klubu popełniło całą serię błędów. Nieznani i starzy trenerzy (Zlatko Petričević, Ángel Cappa, Roberto Saporiti i Eduardo Rergis) oraz nie najwyższych lotów gracze, jakich sprowadzono do klubu w połączeniu z decyzją o zmianie barw strojów z czerwono-niebieskich na pomarańczowe sprawiły, że coraz mniej kibiców identyfikowało się z klubem. Kibice zaczęli teraz przenosić swoje upodobania do innych, mających większe sukcesy klubów, a mecze z udziałem Atlante odbywały się przy coraz bardziej pustych trybunach. Nudne i brzydkie mecze, mierny poziom graczy, którzy do tego nie wykazywali zaangażowania w grze doprowadziły do zagrożenia kolejnym spadkiem do drugiej ligi (tym razem po reformach była to Primera División A – Segunda División stała się trzecią ligą).
Prowadzący reprezentację Meksyku podczas mistrzostw świata w 1998 Manuel Lapuente przejął znajdujący się w krytycznej sytuacji zespół z zadaniem poprowadzenia go podczas turnieju Verano w 2001 roku. Nie udało się jednak uratować zespołu przed spadkiem, ale wkrótce meksykańska federacja piłkarska postanowiła zwiększyć pierwszą ligę o dwa kluby. Atlante po zapłaceniu 5 milionów dolarów uzyskał możliwość gry o utrzymanie się w lidze z wicemistrzem drugiej ligi klubem Veracruz. Atlante wygrał zdecydowanie i pozostał w pierwszej lidze.

### Odrodzenie klubu
Kierownictwo klubu po uratowaniu się przed spadkiem zabrało się do energicznej pracy. Po zerwaniu związków z firmą Televisa i z Alejandro Burillo Azcárragą (właściciel firmy telekomunikacyjnej Pegaso), wprowadzono program szkolenia młodzieży. Była to zmiana filozofii klubu, który odtąd zamierzał opierać się w znacznej mierze na własnych wychowankach. Atlante wkrótce stał się klubem z największą liczbą młodych piłkarzy debiutujących w lidze po roku 2000. Najpierw Carlos Reinoso, a po nim Miguel Herrera, obaj zbudowali nowy, mocny zespół, dysponujący swym własnym stylem. Grali w nim znani piłkarze jak Sebastián „Chamagol” González, Luis Gabriel Rey (który został królem strzelców w turnieju Apertura 2003) oraz będący wizytówką klubu bramkarz Federico Vilar. Klub wrócił na wyżyny meksykańskiego futbolu, docierając trzykrotnie do ćwierćfinału i dwukrotnie do półfinału mistrzostw Meksyku. W tym okresie klub zmieniał swoje siedziby – najpierw przeniósł się na stadion Estadio Neza 86, a następnie znów na Estadio Azteca.

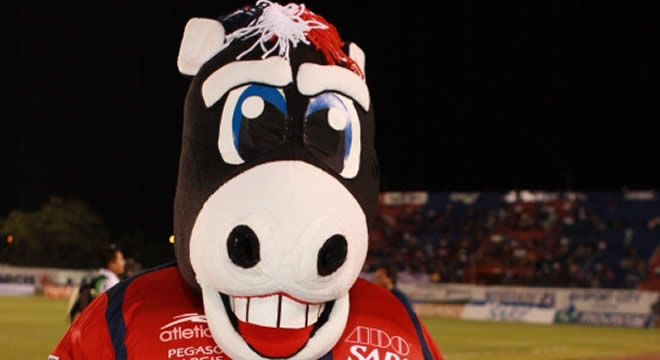
Maskotka drużyny Atlante

Do klubu wrócili byli gracze (tym razem w roli szkoleniowców) René Isidoro García i José Guadalupe Cruz, którzy starali się utrzymać ducha i klasę zespołu przez wymieszanie graczy doświadczonych (jak Patricio Galaz, Gustavo Biscayzacú czy Javier Muñoz Mustafá) z młodymi i zadziornymi graczami (Andrés Ugalde, Christian Bermúdez oraz José María Cárdenas). Jednak wciąż poważnym problemem klubu był brak wsparcia ze strony kibiców podczas meczów rozgrywanych na własnym boisku, co wiązało się z faktem, że klub miał teraz bardzo niewielu kibiców, którzy by się z nim identyfikowali. Tych strat nie udało się już odzyskać.

### Przeprowadzka na stadion Quintana Roo
Klub Atlante oficjalnie opuścił stadion Azteca 14 maja 2007 roku. Przyczyną był brak kibiców oraz związanych z nimi wpływów za bilety. Klub przeniósł swą siedzibę do odległego miasta Cancún, leżącego w stanie Quintana Roo. Kierownictwo klubu liczyło, że w nowym miejscu, gdzie jeszcze nigdy nie widziano meczów pierwszoligowych, klub zyska rzesze wiernych kibiców, których tak bardzo brakowało w mieście Meksyk. Nowy stadion klubu, Estadio Andrés Quintana Roo, mógł pomieścić 20 000 widzów. Dodatkową korzyścią była możliwość pozyskiwania młodych talentów z mniejszych klubów ze stanu Quintana Roo.

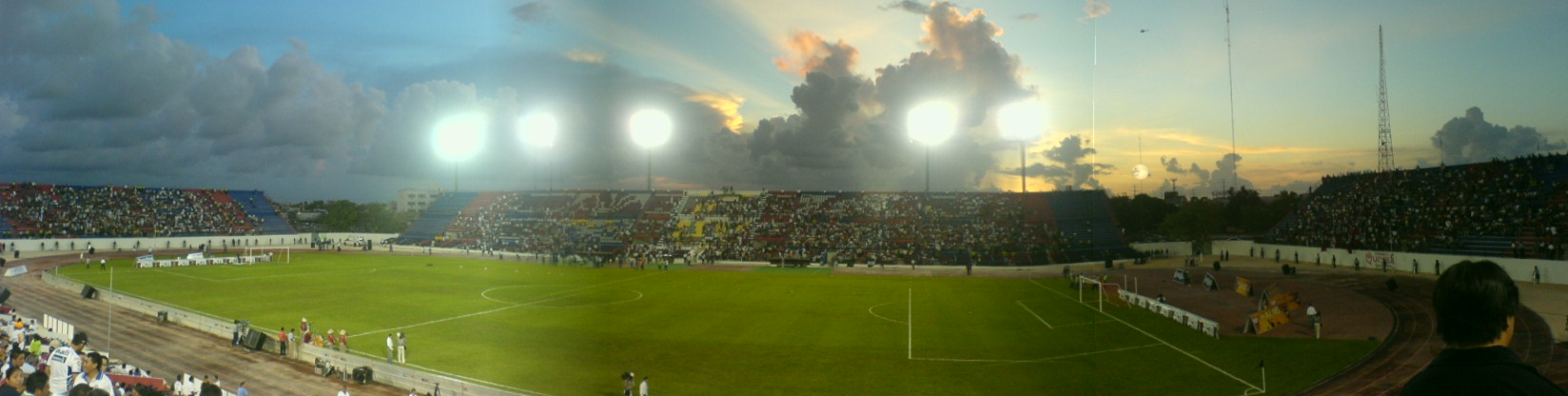
Dawny domowy stadion Atlante, Andrés Quintana Roo, otwarty w sierpniu 2007.

## Aktualny skład
Stan na 3 kwietnia 2025.
| Nr | Poz. | Piłkarz            |
| -- | ---- | ------------------ |
| 1  | BR   | Hernán Mendoza     |
| 2  | OB   | Francisco Reyes    |
| 3  | OB   | Diego Cruz         |
| 4  | OB   | Carlos Villanueva  |
| 5  | PO   | Hardy Meza         |
| 6  | PO   | Paul Galván        |
| 7  | OB   | Edson Partida      |
| 8  | PO   | Ronaldo González   |
| 9  | NA   | Vladimir Moragrega |
| 11 | NA   | Rafael Durán       |
| 13 | PO   | Maximiliano García |
| 15 | PO   | Eric Cantú         |
| 17 | PO   | Leonardo Mejía     |
| 18 | PO   | Christian Bermúdez |
| 19 | OB   | Pedro Martínez     |
| 20 | PO   | Jesús Hernández    |

| Nr | Poz. | Piłkarz            |
| -- | ---- | ------------------ |
| 21 | PO   | Javier Ibarra      |
| 23 | BR   | Marco Millán       |
| 24 | OB   | Jorge Santillana   |
| 25 | PO   | Santiago Márquez   |
| 26 | OB   | Mateo Espinosa     |
| 27 | NA   | Armando Escobar    |
| 28 | OB   | Elbis              |
| 29 | PO   | Rodrigo de Dios    |
| 30 | OB   | Emiliano Espinoza  |
| 31 | BR   | Nicolás Forastiero |
| 32 | BR   | Alfredo Cabañas    |
| 33 | OB   | Agustín Wences     |
| 34 | PO   | Edgar Jiménez      |
| 35 | PO   | Adrián Sánchez     |
| 37 | PO   | Benedit Bello      |
| 38 | PO   | Jeferson Tenorio   |